# 노태간
노태간(盧泰艮, 1956년 9월 8일 ~ )은 대한민국의 제8대 인천광역시 미추홀구의원, 제5대 인천광역시 남구의원이었다.

## 학력
- 용일국민학교 졸업
- 광성중학교 졸업
- 남인천고등학교 졸업
- 인천전문대학 행정과 졸업

## 경력
- 수원농산 대표
- 용일초등학교 동문회 부회장
- 광성중학교 육성회 감사
- 용현1동 7통 통장
- 용현1동 새마을 지도자
- 한나라당 인천시당 남구 을 지구당 부위원장
- 한나라당 안상수 인천시장 후보 용현1동 선거대책본부장
- 한나라당 국회의원 안영근 청년특보
- 인천광역시 청소년센터 지도자
- 용현1동 자율방범대 고문
- 용현1동 방위협의회 위원장
- 인천 기독교 복지재단 운영위원
- 한국국제기드온협회 남인천 camp 회원
- 친환경 생활국민운동 인천광역시 남구지회 이사
- 한나라당 인천시당 남구 을 당원협의회 운영위원
- 인천광역시 남구 통합방위협의회 지역인사회 의원
- 2006.07 ~ 2010.06 제5대 인천광역시 남구의회 의원
- 2006.07 ~ 2008.07 제5대 인천광역시 남구의회 전반기 총무위원회 위원
- 2006.07 ~ 2008.07 제5대 인천광역시 남구의회 전반기 예산결산특별위원회 위원
- 2008.07 ~ 2010.06 제5대 인천광역시 남구의회 후반기 총무위원회 위원
- 2008.07 ~ 2010.06 제5대 인천광역시 남구의회 후반기 예산결산특별위원회 위원
- 2009 한나라당 탈당 및 민주당 입당
- 군부대 이전대책위원회 위원장
- 생활정치연구소 정책위원
- 새희망 민주연대 중앙위원
- 인하부고 운영위원
- 남구 구정평가위원
- 국제청소년교류센터 자문위원
- ㈜다사랑행복도시락 대표이사(사회복지사)
- 평화의 밥차 사무국장
- 전국크리스천보디빌딩협회 부회장
- 로위더스화장품 이사
- 용정초등학교 폐교 반대 공동위원장
- 고용서비스 인천지부 전문위원
- 노씨종친회 인천 회장
- 2018.07 ~ 2021.01 제8대 인천광역시 미추홀구의회 의원
- 2018.07 ~ 2020.07 제8대 인천광역시 미추홀구의회 전반기 기획복지위원회 위원장
- 2020.07 ~ 2021.01 제8대 인천광역시 미추홀구의회 후반기 기획복지위원회 위원

## 수상
- 문재인 대통령 당선 1급포상

## 공직선거법 위반
더불어민주당 노태간 의원은 사회봉사명령을 선고받은 마약사범에게 본인이 운영하는 사회봉사센터에서 봉사한 것처럼 기록을 허위로 작성해주고 300만원 등을 수수하였으며, 가짜 명품가방과 15만원 상당의 소고기 10근 등을 받은 혐의로 구속기소되었다. 결국 300만원을 수수한 부분은 무죄로 봤으나, 센터의 사무처리자로서 사회봉사에 대한 부정청탁 대가로 가짜 명품 가방과 소고기를 받은 것이 유죄로 판단되어 1심에서 징역 1년 6월 형을 선고받았다. 이와 동시에 해당 마약사범도 해당 혐의로 징역 8월을 선고받았다. 항소심에서도 원심과 같이 징역 1년 6월 형을 선고를 받았고, 이와 동시에 해당 마약사범은 원심보다 낮은 징역 7월의 선고를 내렸다. 한편 노태간 구의원은 상고심 판결을 기다리는 중 구속 기간이 만료되어 2020년 5월 석방되었으나, 결국 최종적으로 원심이 확정되어 의원직을 상실하였다.

## 역대 선거 결과
|  | 49.42% |

|  | 36.08% |

|  | 21.22% |

|  | 16.23% |